# Espaces naturels de l'Aisne
Selon le rapport de synthèse pour la valorisation du patrimoine naturel des territoires de l'Aisne, fait en juin 2005 par le Conservatoire des sites naturels de Picardie, le Conseil général de l'Aisne comptabiliserait 155 sites naturels sensibles dans lesquels des mesures de protection seraient nécessaires.
Le Valois fait aussi partie au sud ouest du département. Des villages ont leur terminaison en Valois.

## Liste des sites naturels

### Réserve naturelle

#### Nationale
- Réserve naturelle des Marais d'Isle (RNN 58)
- Réserve naturelle des Landes de Versigny (RNN 124)
- Réserve naturelle du Marais de Vesles-et-Caumont (RNN134)

## Sites Natura 2000
L'Aisne compte 27 sites classés Natura 2000. 21 bénéficient d'un classement comme site d'intérêt communautaire (SIC), 6 comme zone de protection spéciale (ZPS).

## Autres sites
- Le Mont des Veaux à Cessières
- Le Mont Bossu à Chevregny
- Les marais de l'Omignon (en partie dans le département de la Somme)
- Le Marais de la Souche
- Le Marais de Saint-Boëtien à Liesse
- Le bocage du vallon de Lerzy
- La Forêt de Retz à Villers-Cotterêts
- La forêt domaniale de Vauclair proche de l'abbaye
- La forêt domaniale de Samoussy
- La forêt domaniale de Saint-Michel
- La forêt de Saint-Gobain
- Le domaine de Barbillon à Verdilly
- La Moyenne Vallée de l'Oise  : Bichancourt, Manicamp et Quierzy
- La vallée de la Muze
- les pelouses de Chermizy-Ailles[4]
- La lande de la Hottée du Diable à Coincy

## Pour approfondir

#### Généralités
- Écologie, Conservation de la nature
- Réserve naturelle, Réserve de biosphère
- Biologie de la conservation, écologie du paysage, corridor biologique
- Société nationale de protection de la nature, Naturalité
- Droit de l'environnement, Natura 2000, Directive Oiseaux

#### Sur la France
- Liste de sites naturels de France
- Liste des réserves naturelles nationales de France (classées par région et département)
- Liste des réserves naturelles régionales de France (classées par région et département)

#### Sur le Nord-Pas-de-Calais-Picardie
- Sites naturels de Picardie
- Site naturel de la Somme
- Site naturel de l'Oise
- Conservatoire d'espaces naturels de Picardie
- site naturel du Pas-de-Calais